# Дан Пурик
Ливиу Дан Пурик (Бузау, 12. фебруар 1959), румунски је глумац, редитељ и пантомимичар.

## Биографија
Средњу уметничку школу Николе Тоница у Букурешту завршио је 1978. године, а 1985. је дипломирао на Институту за позоришне и кинематографске уметности, Букурешт. У периоду 1985—1988. године био је позоришни глумац у Ботошанима. Последњих дана, Пурик глуми у Националном позоришту у Букурешту. Његове представе — Toujours l'amour, Made in Romania, Costumele (The Costumes), Don Quijote — одигране су у многим земљама. Играо је и главну улогу у филму Broken Youth. Такође је играо у филмовима за телевизију у Лозани, Швајцарска.
Године 2000, Пурик је одликован орденом звезде Румуније за „изузетна постигнућа у култури”.